# Alboloduy
Alboloduy község Spanyolországban, Almería tartományban. Lakosainak száma 585 fő (2024).

## Földrajza
Alboloduy Alsodux, Canjáyar, Instinción, Nacimiento, Las Tres Villas, Santa Cruz de Marchena, Íllar, Gérgal és Rágol községekkel határos.

## Népesség
A település lakosságának változását az alábbi diagram mutatja:
| Lakosok száma | 800  | 764  | 727  | 674  | 698  | 642  | 613  | 616  | 612  | 585  |
|               | 2001 | 2004 | 2006 | 2009 | 2011 | 2014 | 2016 | 2019 | 2021 | 2024 |